# Faro de Punta Candelaria
El faro de Punta Candieira es un faro de 9 metros de altura. Está situado en el término municipal de Cedeira, en la provincia de La Coruña (Galicia, España).

## Historia
El 11 de mayo de 1908 el presidente de la Liga Marítima Española pidió un estudio para instalar un faro en el cabo Ortegal. La Comisión de Faros aprueba el 15 de enero de 1912 "que el nuevo faro, incluido en el Plan de Alumbrado, se sitúe en Punta Candelaria". Se proyectó en 1929 y se acabó en 1933 pero no se inauguró hasta principios de 1954 por discusiones sobre la conveniencia del emplazamiento exacto.
En 1930 diversas organizaciones pidieron suprimir el faro de Punta Candelaria e instalar un faro de 60 millas de alcance y una estación radiogoniométrica en cabo Ortegal. No prosperó la petición y se cambió la característica que se le había previsto por la de grupos de 3 y 1 destellos blancos. En 2004 se rehabilitó la fachada y ventanas del edificio del faro y se construyó un nuevo garaje.[cita requerida]
En 2005 se instaló una estación base (AIS) y en 2008 se renovó el sistema de supervisión remota, que envía los datos por ADSL al Centro de Control, en la Autoridad Portuaria de Ferrol.